# Clark Gable
William Clark Gable (1. února 1901 Cadiz, Ohio – 16. listopadu 1960 Los Angeles, Kalifornie) byl americký filmový herec, ve 30. letech považovaný za „krále Hollywoodu“. Během kariéry, která trvala téměř 40 let, natočil více než 60 filmů různých žánrů. V roce 1935 získal Oscara za svůj výkon ve filmu Stalo se jedné noci. Jednou z jeho nejznámějších rolí byl Rhett Butler ve filmu Jih proti Severu (1939).

## Život

### Mládí a divadelní začátky
Narodil se 1. února 1901 v Cadizu v Ohiu Williamu H. Gablovi a Adelin Hershelmanové. Matka zemřela na mozkový nádor, když mu bylo 9 měsíců. Po dvou letech se jeho otec znovu oženil. Nevlastní matka dohlížela na jeho výchovu a podporovala jeho kulturní zájmy. V šestnácti letech odešel ze školy, když se jeho otec dostal do finančních potíží a chtěl, aby Clark pomáhal na farmě. Na přímluvu nevlastní matky ho otec nakonec pustil do Akronu, kde začal pracovat v továrně na pneumatiky. Poprvé tam navštívil divadelní představení a po zhlédnutí hry, která ho velmi zaujala, se Clark rozhodl stát se hercem. Po práci v továrně pomáhal v divadle jako neplacený inspicient, ale po smrti nevlastní matky ho otec vzal s sebou na ropná pole v Oklahomě. 
V jednadvaceti však zdědil jistý majetek a začal hrát s druhořadými herci. V Portlandu v Oregonu si našel práci jako prodavač v obchodním domě. Tam potkal herce Earla Larimora, vnuka slavné herečky Laury Hope Crewsové, který ho povzbuzoval a přivedl ho zpět na divadelní prkna. Představil Gabla herečce Frances Dorflerové a společně se dostali do divadelní společnosti The Astoria Players. Po krachu společnosti střídal různá zaměstnání a chodil na kursy herectví k herečce a divadelní manažerce Josephine Dillonové. Zkušená, o sedmnáct let starší manažerka odhadla jeho možnosti ve filmové branži. V roce 1924 Gable opustil Frances Dorflerovou a s Dillonovou odejel do Hollywoodu. Na konci roku se vzali.

### Filmová kariéra

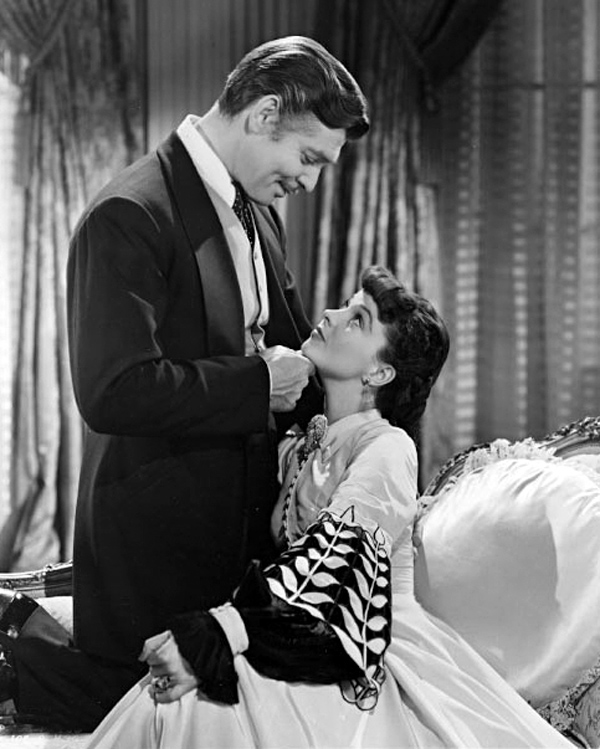
Clark Gable a Vivien Leigh v Jihu proti Severu (1939)

Dostával role v němých filmech a nebyl o něj moc zájem, na doporučení svého přítele Lionela Barrymora se vrátil zpět k divadlu. V sezóně 1927–1928 působil v Houstonu a s úspěchem vystoupil i na Broadway. Seznámení s bohatou texaskou prominentkou Marií Langhamovou vedlo k rozvodu s Dillonovou. V roce 1930 se Gable a Langhamová vzali a odjeli do Hollywoodu. 
Po přesvědčivém výkonu v divadelní hře The Last Mile a několika neúspěšných filmových pokusech Gable uzavřel smlouvu se společností MGM. Dostal svou první větší roli ve filmu The Painted Desert a do konce roku se objevil v deseti filmech po boku známých hereček. Joan Crafwordová si ho vyžádala pro film Dance, Fools, Dance, který Gablovi přinesl první výrazný úspěch u diváků a další filmové příležitosti. Po romantickém filmu Red Dust, ve kterém byl partnerem Jean Harlowové, se stal hvězdou MGM. Tato dvojice spolu natočila během pěti let šest filmů a jejich spolupráci ukončila až předčasná smrt Harlowové.
V roce 1934 dostal Oscara za nejlepší mužský herecký výkon v hlavní roli v komedii Stalo se jedné noci (It Happened One Night). Další oscarovou nominaci mu v následujícím roce přinesla role kapitána Fletchera Christiana v úspěšném filmu Vzpoura na lodi Bounty. Gable se stal jedním z nejlépe placených a nejpopulárnějších filmových herců. Téměř každý film, který až do roku 1942 natočil, znamenal velký komerční úspěch. V roce 1937 byl Gable korunován na krále amerických kin. Při slavnosti na jeho počest mu byla předána koruna a hermelínový plášť.
Světovou slávu získal hlavně díky své roli Rhetta Butlera ve filmovém zpracování románu Jih proti Severu (Gone with the Wind), za kterou byl v roce 1939 nominován na dalšího Oscara. Po natočení Jihu proti Severu (film) se oženil s Carole Lombardovou, což byla jedna z nejšťastnějších věcí, kterou udělal ve svém osobním životě. Byla jeho velkou láskou a kvůli ní se rozvedl.

### Válečná služba

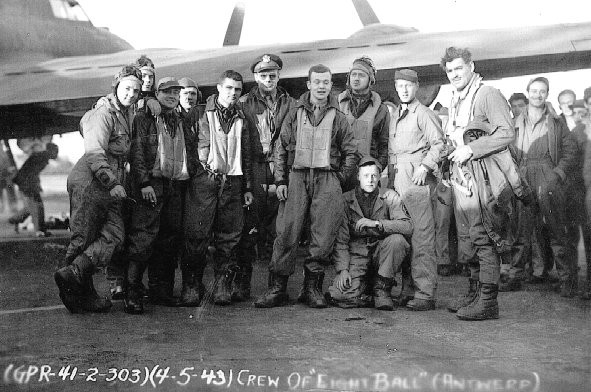
Gable (v popředí v vpravo) s posádkou bombardéru Boeing B-17 Flying Fortress „8 Ball Mk II“, se kterou 4. května 1943 absolvoval svůj první bojový let na Antverpy

Dne 16. ledna 1942 Carole Lombardová zemřela při pádu letadla Douglas DC-3 letu TWA 3, když se vracela z úspěšné akce na podporu prodeje válečných dluhopisů. Gable se poté přihlásil do americké armády a v srpnu 1942 se stal příslušníkem Armádního letectva Spojených států amerických bojujícího ve druhé světové válce. Letectvo přitom váhalo, jestli jej přijmout, bylo mu už 41 let a navíc byl velmi známá celebrita, což mohla využít nepřátelská propaganda například v případě jeho zajetí. Naopak Gable trval na tom, že se chce účastnit boje. Nakonec mu velitel letectva Henry H. Arnold dal úkol natočit náborový film o palubních střelcích. Gable prošel výcvikem a do Evropy se dostal v únoru 1943 v řadách 351. bombardovací skupiny, operující ze základny RAF Polebrook. Gable absolvoval pět bojových letů v době, kdy americké bombardéry měly velké bojové ztráty. Plnil v nich bojové úkoly a zároveň natáčel materiál pro film Combat America. Na první bojovou misi letěl 4. května 1943 na Antverpy jako střelec bombardéru Boeing B-17 Flying Fortress „8 Ball Mk II“, kterému velel kapitán William R. Calhoun. Cíle jeho poslední mise z 23. září 1943 bylo Nantes ve Francii. Při této misi byl bombardér B-17 poškozen a Gable použil kulomety proti útočícímu letounu. Po pátém bojovém letu obdržel vyznamenání Air Medal. Do Ameriky se vrátil v říjnu 1943. Dne 12. června 1944 byl na vlastní žádost propuštěn ze služby v hodnosti majora, protože překročil věkovou hranici pro bojové nasazení. Film Combat America měl premiéru v lednu 1945.

### Návrat k filmu
V roce 1945 se opět vrátil k filmu a natočil romantický film Adventure (Dobrodružství), který nebyl zrovna úspěšný. Ani další filmy nedosahovaly předválečných kvalit. Gable byl stále populární, ale jeho osobnost i herecký projev se změnily. Natočil sérii filmů, z nichž komerčního úspěchu dosáhl film Mogambo v režii Johna Forda, ve kterém byla jeho partnerkou Grace Kellyová. Omylem bylo jeho manželství s anglickou herečkou lady Sylvií Ashleyovou, vdovou po Douglasi Fairbanksovi st., které trvalo tři roky (1949–1952).
V roce 1953 mu v MGM nabídli spolupráci, ale on odmítl a rozhodl se pracovat nezávisle. Podílel se na produkci několika filmů, z nichž umělecky vynikla komedie Začalo to v Neapoli se Sofií Lorenovou. V roce 1955 se oženil Kathleen Williams Spreckelsovou a stal se nevlastním otcem jejich dvou dětí. Gablův poslední film byli Misfits (Mustangové), v kterém si zahrál s Marilyn Monroe. Natáčení bylo fyzicky náročné a vyčerpávající kvůli extrémnímu horku v nevadské poušti. Gable hrál stárnoucího kovboje, cítil se v dobré kondici, odmítal kaskadéra. 
Krátce po natočení filmu, 6. listopadu 1960, byl Gable hospitalizován v nemocnici v Los Angeles, kde mu diagnostikovali infarkt. Zdálo se, že se jeho stav postupně zlepšuje, ale 16. listopadu 1960 dostal druhý infarkt a ve věku 59 let zemřel. Pohřben byl po boku Carole Lombardové na Forest Lawn Cemetery v Glendale do hrobky, kterou pro Carole a svoji tchyni nechal vystavět on sám. V březnu 1961 mu jeho manželka porodila syna, jenž dostal na otcovu počest jméno John Clark Gable.  

## Soukromý život

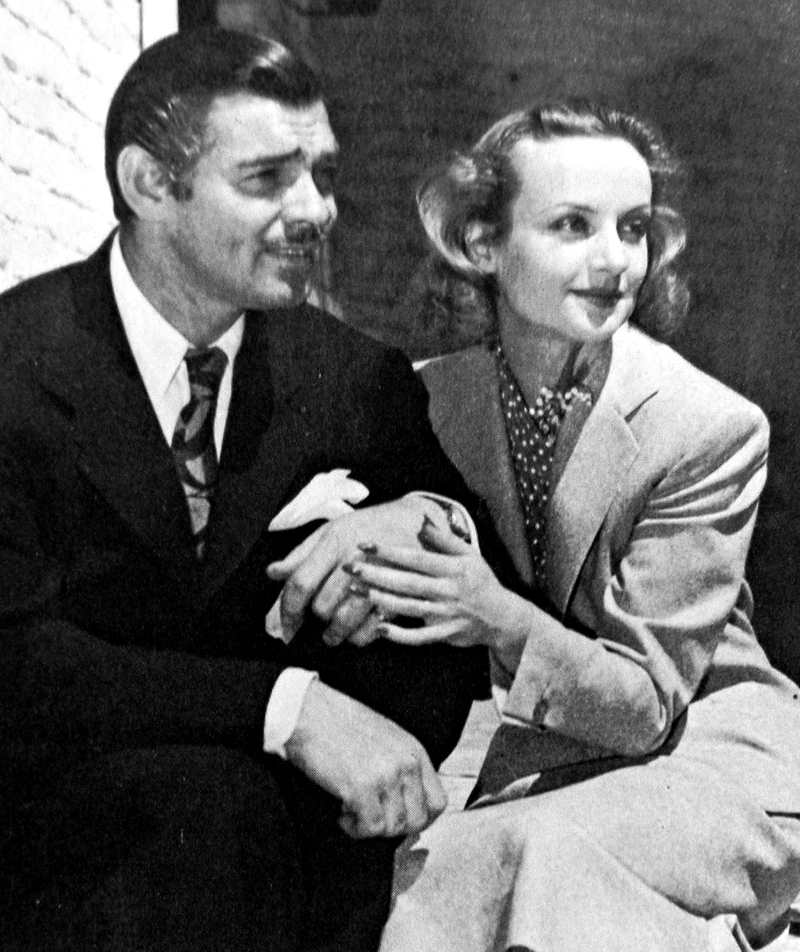
Gable s Carol Lombardovou (1939)

### Manželství
- první manželka: Josephin Dillon
- druhá manželka: Rhea Langham Davis
- třetí manželka: americká herečka Carole Lombard
- čtvrtá manželka: anglická herečka Sylvia Ashley
- pátá manželka: modelka Kathleen Williams Capps de Alzaga Spreckels – syn John Clark Gable (narozen 20. března 1961)

### Děti
Judy Lewisová se narodila herečce Lorettě Youngové, která měla při natáčení filmu Volání divočiny (1935) s Gablem poměr. Gable si ji ale odmítl vzít. Youngová se tedy „uklidila do ústraní“ a po čase se v Hollywoodu objevila s dcerou s tím, že ji adoptovala. Gable se k dceři neznal, údajně ji ale navštívil, když jí bylo 15 let, aniž by jí ovšem řekl, že je její otec. To, že není adoptovaná a že její biologičtí rodiče jsou Clark Gable a Loretta Youngová, kterou považovala jen za svou adoptivní matku, se dozvěděla až ve svých 31 letech. V Hollywoodu se o tom prý ale šuškalo dlouho předtím, vzhledem k tomu, že byla Clarku Gablovi velmi podobná.
John Clark Gable se narodil až po smrti svého otce jeho páté manželce, údajně ve stejné nemocnici, ve které Clark Gable zemřel.

## Filmografie

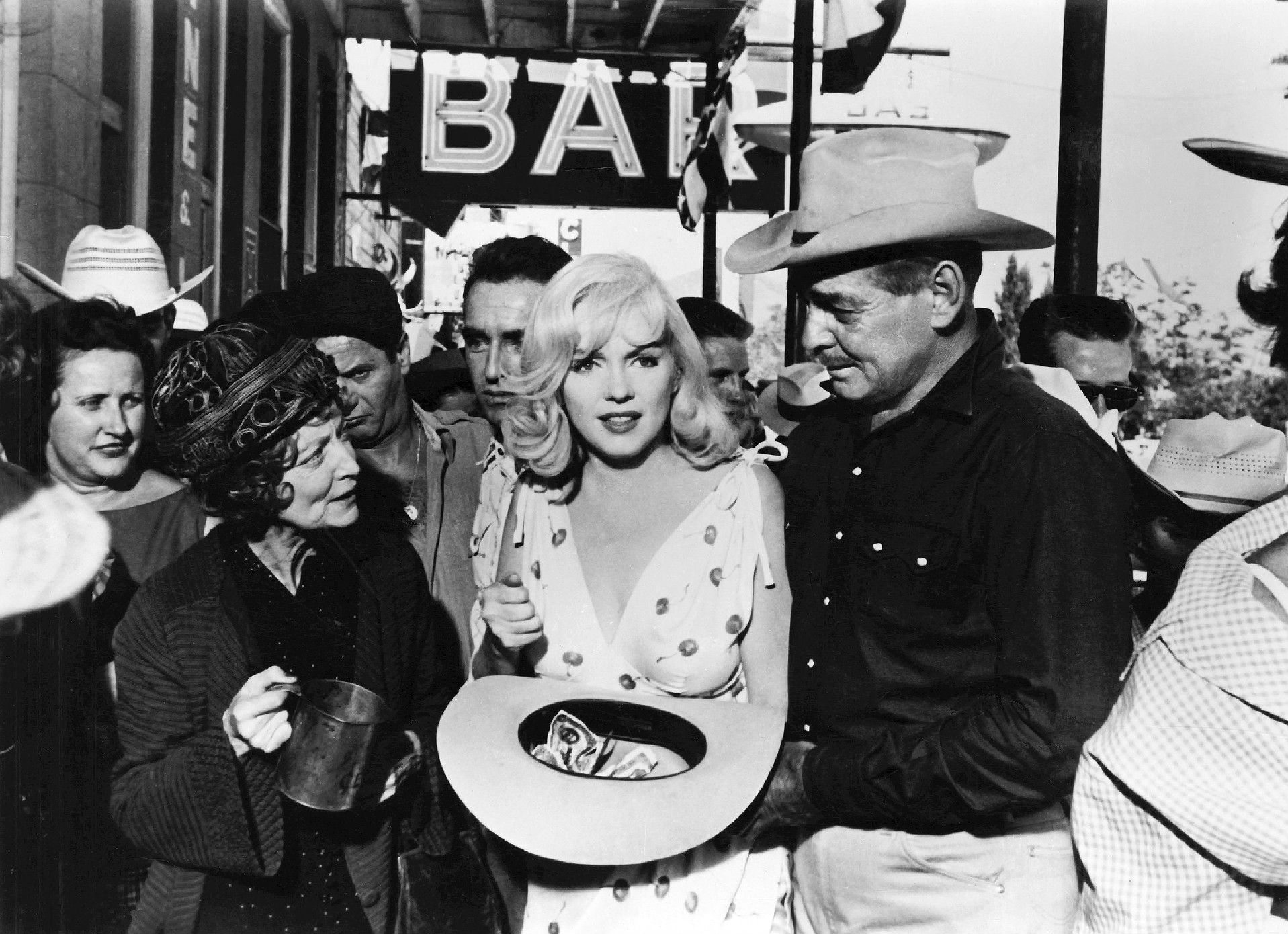
Marylin Monroe a Clark Gable během natáčení filmu Mustangové (1960)

- Mustangové (The Misfits) (1961) … Gay Langland
- It Started in Naples (1960) … Michael Hamilton
- But Not for Me (1959) … Russell 'Russ' Ward
- Teacher's Pet (1958) … James Gannon/James Gallangher
- Run Silent Run Deep (1958) … Cmdr. 'Rich' Richardson … aka Run Silent, Run Deep (USA: poster title)
- Band of Angels (1957) … Hamish Bond
- The King and Four Queens (1956) … Dan Kehoe
- The Tall Men (1955) … Colonel Ben Allison
- Soldier of Fortune (1955) … Hank Lee
- Betrayed (1954) … Col. Pieter Deventer (Dutch Intelligence, code name Rembrandt) … aka The True and the Brave
- Mogambo (1953) … Victor Marswell
- Never Let Me Go (1953) … Philip Sutherland
- Lone Star (1952) … Devereaux Burke
- Across the Wide Missouri (1951) … Flint Mitchell
- To Please a Lady (1950) … Mike Brannan … aka Red Hot Wheels
- Key to the City (1950) … Steve Fisk
- Any Number Can Play (1949) … Charley Enley Kyng
- Command Decision (1948) … Brig. Gen. K.C. 'Casey' Dennis
- Homecoming (1948) … Col. Ulysses Delby 'Lee' Johnson (Dr. Johnson)
- The Hucksters (1947) … Victor Albee Norman
- Adventure (1945) … Harry Patterson
- Somewhere I'll Find You (1942) … Jonathon 'Jonny' Davis
- Honky Tonk (1941) … 'Candy' Johnson
- They Met in Bombay (1941) … Gerald Meldrick
- Comrade X (1940) … McKinley B. 'Mac' Thompson
- Boom Town (1940) … Big John McMasters
- Strange Cargo (1940) … André Verne
- Jih proti Severu (film) … Rhett Butler
- Idiot's Delight (1939) … Harry Van
- Too Hot to Handle (1938) … Christopher 'Chris' Hunter
- Test Pilot (1938) … Jim Lane
- Saratoga (1937) … Duke Bradley
- Parnell (1937) … Charles Stewart Parnell
- Love on the Run (1936) … Michael 'Mike' Anthony
- Cain and Mabel (1936) … Larry Cain
- San Francisco (1936) … Blackie Norton
- Wife vs. Secretary (1936) … Van 'V.S.'/'Jake' Stanhope
- Vzpoura na lodi Bounty / Mutiny on the Bounty (1935) … Lt. Fletcher Christian
- Volání divočiny / Call of the Wild (1935) … Jack Thornton
- China Seas (1935) … Captain Alan Gaskell
- After Office Hours (1935) … James 'Jim' Branch
- Forsaking All Others (1934) … Jeffrey 'Jeff'/'Jeffy' Williams
- Chained (1934) … Michael 'Mike' Bradley
- Manhattan Melodrama (1934) … Edward J. 'Blackie' Gallagher
- Men in White (1934) … Dr. George Ferguson
- Stalo se jedné noci / It Happened One Night (1934) … Peter Warne
- Dancing Lady (1933) … Patch Gallagher
- Night Flight (1933) … Jules
- Hold Your Man (1933) … Eddie Hall
- The White Sister (1933) … Giovanni Severi
- Strange Interlude (1932) … Dr. Ned Darrell … aka Strange Interval
- No Man of Her Own (1932) … Babe Stewart
- Red Dust (1932) … Dennis Carson
- Polly of the Circus (1932) … Reverend John Hartley
- Dobyvatelé pekla / Hell Divers (1931) … CPO Steve Nelson
- Possessed (1931) … Mark Whitney
- Zuzana Lenoxová / Susan Lenox (Her Fall and Rise) (1931) … Rodney Spencer … aka Rising to Fame … aka The Rise of Helga (UK)
- Sporting Blood (1931) … Warren 'Rid' Riddell
- Night Nurse (1931) … Nick, the Chauffeur
- A Free Soul (1931) … Ace Wilfong, Gangster Defendant
- Laughing Sinners (1931) … Carl Loomis … aka Complete Surrender (USA)
- The Secret Six (1931) … Carl Luckner
- The Finger Points (1931) … Louis J. Blanco
- Dance, Fools, Dance (1931) … Jake Luva
- The Easiest Way (1931) … Nick Feliki, Laundryman
- The Painted Desert (1931) … Rance Brett
- One Minute to Play (1926) (uncredited) … Extra
- The Plastic Age (1925) (uncredited) … Athlete
- The Merry Widow (1925) (uncredited) … Ballroom dancing extra
- What Price Gloria? (1925) (uncredited) … Bit Role
- The Merry Kiddo (1925) (uncredited) … Bit Role
- Declassée (1925) (uncredited) … Extra … aka The Social Exile
- The Pacemakers (1925)
- Forbidden Paradise (1924) (uncredited) … Soldier in Czarina's guard
- White Man (1924) … Lady Andrea's Brother